# Боганида (приток Хеты)

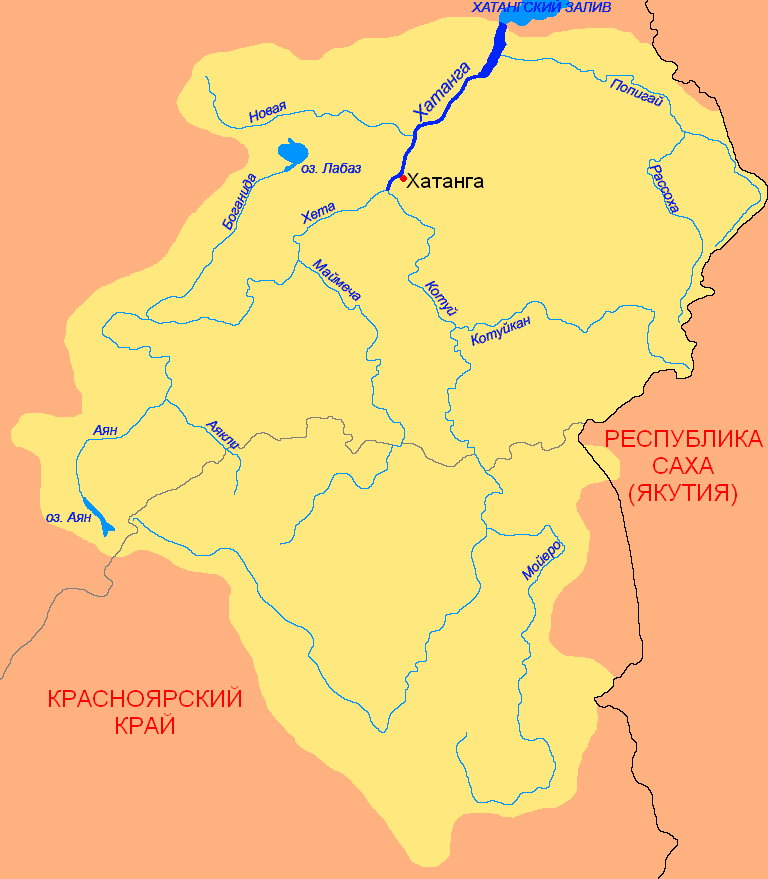
Бассейн реки Хатанга с притоком Боганида

Боганида (в верховье Копсоккон) — река в Сибири, в Красноярском крае России, левый приток реки Хеты. Устье реки находится в 374 км от устья Хеты. Длина реки — 366 км, площадь водосборного бассейна — 10700 км².
Высота истока — 46 м над уровнем моря. Бассейн расположен на Северо-Сибирской низменности.
В бассейне реки множество озёр, крупнейшие из них: Подхребетное, Чайкино, Большое Пеляжье, Мясаин.

## Притоки
- 16 км: Уолба (лв)
- 24 км: Дяргалак (лв)
- 38 км: река без названия (лв)
- 51 км: Чировая (лв)
- 62 км: Джаргалах (лв)
- Курунг-Юрюе (пр)
- Халтанг-Юрюе (лв)
- 80 км: Нижний Ладаннах (пр)
- 87 км: Рассоха (Долгая) (пр)
- 110 км: Рыбная (лв)
- 125 км: Томулах (лв)
- 135 км: Бискэ (лв)
- Харгы (пр)
- 159 км: Ямная (лв)
- 179 км: Червяная (лв)
- 183 км: река без названия (пр)
- 192 км: Чайкина (лв)
- 193 км: Перегонная (пр)
- 203 км: река без названия (пр)
- 207 км: Сыранская (Зырянка) (лв)
- Сопочный (пр)
- 248 км: Островная (лв)
- 261 км: Тановская (пр)
- 275 км: Роговая (пр)
- Бангбигакю (пр)
- 285 км: Исаевская (лв)
- 286 км: Мадебигай (пр)
- 299 км: Мохнатая (лв)
- 300 км: Курья (пр)
- 312 км: Средняя (пр)
- 312 км: Хультятымы (пр)
- 339 км: Толбут-Юрях (пр)
- 342 км: Алексей-Юрях (пр)
- 344 км: Сенька-Юрях (лв)
- 359 км: Туора-Юрях (лв)
- 366 км: Кегерди (лв)